# Martin Bláha
Martin Bláha (ur. 12 września 1977 w Brnie) – czeski kolarz torowy i szosowy, trzykrotny medalista mistrzostw świata i dwukrotny mistrz Europy w kolarstwie torowym.

## Kariera
Pierwszy sukces w karierze Martin Bláha osiągnął w 1995 roku, kiedy zdobył brązowy medal torowych mistrzostw świata juniorów w sprincie drużynowym. W 2003 roku odniósł swoje pierwsze szosowe zwycięstwo wygrywając wyścig Brno 500+1 Kolo. Dwa lata później został mistrzem Czech w omnium i sprincie drużynowym. W 2009 roku na mistrzostwach świata w Pruszkowie wspólnie z Jiřím Hochmannem wywalczył brązowy medal w madisonie, w którym Czesi ulegli tylko Duńczykom i Australijczykom. Na rozgrywanych w 2010 roku mistrzostwach Europy w Pruszkowie zespół czeski w tym samym składzie zdobył złoty medal. Ponadto w 2011 roku zdobył w tej samej konkurencji srebrny medal na mistrzostwach świata w Apeldoorn i złoty na mistrzostwach Europy w Poniewieżu. W 2014 roku wspólnie z Hochmannem zdobył srebrny medal w swej koronnej konkurencji podczas mistrzostw świata w Cali.